# Kazanów (gromada w powiecie zwoleńskim)
Kazanów – dawna gromada, czyli najmniejsza jednostka podziału terytorialnego Polskiej Rzeczypospolitej Ludowej w latach 1954–1972.
Gromady, z gromadzkimi radami narodowymi (GRN) jako organami władzy najniższego stopnia na wsi, funkcjonowały od reformy reorganizującej administrację wiejską przeprowadzonej jesienią 1954 do momentu ich zniesienia z dniem 1 stycznia 1973, tym samym wypierając organizację gminną w latach 1954–1972.
Gromadę Kazanów siedzibą GRN w Kazanowie (wówczas wsi) utworzono – jako jedną z 8759 gromad na obszarze Polski – w powiecie iłżeckim w woj. kieleckim, na mocy uchwały nr 13k/54 WRN w Kielcach z dnia 29 września 1954. W skład jednostki weszły obszary dotychczasowych gromad Kazanów, Kroczów Mniejszy, Kroczów Większy, Miechów, Miechów kolonia i Osuchów (bez części kolonii Janówka Mała) ze zniesionej gminy Miechów w powiecie iłżeckim oraz obszar dotychczasowej gromady Dębica ze zniesionej gminy Tczów w powiecie kozienickim.
1 października 1954 gromada weszła w skład nowo utworzonego powiatu zwoleńskiego w tymże województwie, gdzie ustalono dla niej 26 członków gromadzkiej rady narodowej.
1 stycznia 1969 do gromady Kazanów przyłączono wieś Ranachów ze zniesionej gromady Pcin.
Gromada przetrwała do końca 1972 roku, czyli do kolejnej reformy gminnej. 1 stycznia 1973 w powiecie zwoleńskim utworzono gminę Kazanów (jednostka o nazwie gmina Kazanów istniała także przejściowo pod okupacją hitlerowską).